# 黑帶鳳䲁
黑帶鳳䲁（學名：Salarias nigrocinctus），又稱黑帶唇齒䲁，為輻鰭魚綱鳚形目䲁科鳳䲁屬的一種，分布於西太平洋東加海域，本魚體延長略側扁，頭短鈍，身體白色，體側有 2縱排細深色橫帶，前面有白色小斑點，1個明顯的粉紅色斑點延伸到背鰭，頭部呈灰綠色，有許多白色小斑點，雄魚喉嚨兩側各有一個大的黑點，虹膜呈綠色，帶有輻條狀橙色線條和狹窄的黃色內緣，背鰭硬棘12枚、背鰭軟條17枚、臀鰭硬棘2枚、臀鰭軟條19枚，體長可達5.3公分，棲息在淺水礁石區，雌魚產附著性卵，雄魚有護卵行為，幼魚為浮游性，生活習性不明。